# Wängle
Wängle est une commune autrichienne du district de Reutte dans le Tyrol.